# Sehnsucht

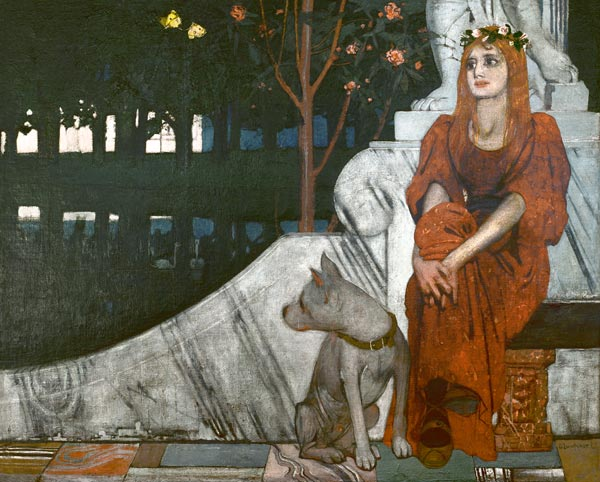
Sehnsucht, Gemälde von Oskar Zwintscher, 1895

Sehnsucht (von mittelhochdeutsch sensuht, als „krankheit des schmerzlichen verlangens“) ist ein inniges Verlangen nach Personen, Sachen, Zuständen oder Zeitspannen. Sie ist mit dem Gefühl verbunden, den Gegenstand der Sehnsucht nicht erreichen zu können. Obwohl es schwer ist „Sehnsucht“ vollständig zu übersetzen, gibt es in anderen Kulturen gleichwertige Begriffe, die oft mit Musikstilen verbunden sind, die dieses Gefühl ausdrücken.
Bei Menschen, die sich vor Sehnsucht „verzehren“, kann diese psychopathologische Züge annehmen, so etwa bei verschiedenen Formen der Todessehnsucht, die bis zum Suizidwunsch reichen kann. Das Wort Sehnsucht ist als Germanismus in einige andere Sprachen übernommen worden.

## Etymologie und Sprachwandel
Ein Leidensbezug des Wortes Sehnsucht im mittelhochdeutschen Gebrauch wird im Deutschen Wörterbuch (Grimms Wörterbuch) folgendermaßen mit „Siechtum“ verbunden: Unter Abschwächung des Krankheitsbezuges bezeichnete das Wort später den hohen „Grad eines heftigen und oft schmerzlichen Verlangens nach etwas, besonders wenn man keine Hoffnung hat, das Verlangte zu erlangen, oder wenn die Erlangung ungewiss, noch entfernt ist“.
Bei aller Schwierigkeit, analoge Begriffe in anderen Sprachen zu ermitteln, gibt es bei Platon eine Ähnlichkeit mit dem griechischen πόθος (Pothos), dessen Volksetymologie im Dialog Kratylos erläutert wird. Diese „Sehnsucht“ bezieht sich auf etwas „anderswo Seiendes und Abwesendes“.
Das Wort Sehnsucht wird als Germanismus in einigen anderen Sprachen verwendet. Wegen seiner Unbestimmtheit lassen sich analoge Begriffe nicht leicht anführen.

## Formen der Sehnsucht
Das Kapitel beschreibt unterschiedliche Formen der Sehnsucht und deren Bedeutungen. Fernweh beschreibt die Sehnsucht, die vertraute Umgebung zu verlassen und die Welt zu entdecken. Heimweh drückt demgegenüber den Wunsch aus, in der Fremde wieder nach Hause zu gelangen. Die Italiensehnsucht der Deutschen, die bereits Goethe in seiner "Italienischen Reise" beschrieb, symbolisiert Bildung und hat historische Wurzeln. Nostalgie beschreibt die Sehnsucht nach vergangenen Zeiten, die oft idealisiert werden, und kann sowohl persönliche als auch kollektive Erinnerungen betreffen. Wehmut beschreibt eine zarte Traurigkeit und eine bittersüße Sehnsucht nach einer schöneren Vergangenheit, wobei sie sich von der Melancholie durch ihren Bezug zur Vergangenheit unterscheidet.
Spezifisch deutsche Wortschöpfungen wie Sehnsucht, Weltschmerz, Wehmut, Heimweh oder Fernweh mit ihren Konnotationen haben nicht immer genaue Äquivalente in anderen Sprachen und spielen daher im Fremdsprachenunterricht Deutsch eine Rolle.
Fernweh beschreibt die Sehnsucht, vertraute Verhältnisse zu verlassen und die weite Welt zu entdecken. Das Wort „Fernweh“ steht im Gegensatz zu Heimweh. Im 20. Jahrhundert wurde der Begriff in die Werbesprache übernommen und die künstliche Erzeugung von „Fernweh“ durch Werbung zu einem bedeutenden globalen Wirtschaftsfaktor.
Heimweh ist die Sehnsucht in der Fremde, wieder zu Hause zu sein. Zahlreiche Kunstwerke, Lieder und Bücher aus allen Jahrhunderten erzählen von dem schmerzenden Gefühl, fern der Heimat zu sein. „Heimweh“ steht im Gegensatz zu „Fernweh“.
Die Italiensehnsucht der Deutschen ist spätestens seit Goethes Italienischer Reise zum Topos und zum Inbegriff für Bildung schlechthin geworden. Doch sie ist auf weit ältere Zeiten zurückzuführen und hatte bis in das 20. Jahrhundert eine große Bedeutung.
Nostalgie bezeichnet eine Sehnsucht zu vergangenen Gegenständen oder Praktiken. Die Nostalgie kann sich sowohl auf das eigene Leben beziehen als auch auf nicht selbst erlebte Vergangenheit (so genannte kollektive Nostalgie). Heute versteht man unter Nostalgie im Deutschen vorwiegend eine wehmütige Hinwendung zu vergangenen Zeiten, die in der Erinnerung oftmals stark idealisiert und verklärt reflektiert werden.
Wehmut bezeichnet ein Gefühl zarter Traurigkeit und die Sehnsucht nach einer schöneren Vergangenheit. Der Bezug zu Vergangenem ist vermutlich die einzige Abgrenzung zum Begriff der Melancholie – bei Wehmut bleibt die Vergangenheit der Quell bitter-süßer Freude.

## Ähnliche Begriffe in anderen Sprachen
Obwohl es schwer ist, das Wort „Sehnsucht“ vollständig zu übersetzen, gibt es in anderen Kulturen gleichwertige Wörter, die oft mit Musikstilen verbunden sind, die dieses Gefühl ausdrücken, wie der Blues für Afroamerikaner, Saudade auf Portugiesisch, dor in Rumänien, tizita in Äthiopien, hiraeth auf Walisisch oder assouf für die Tuareg, appocundria auf Neapolitanisch. Im Slowakischen ist das Wort clivota oder cnenie, im Tschechischen stesk. Im Türkischen hat das Wort hasret, das Sehnsucht, Verlangen oder Nostalgie bedeutet, ähnliche Konnotationen, ebenso wie das polnische tęsknota.
Das dor ist eine Empfindung oder Charaktereigenschaft, die oft als Hauptwesenszug des rumänischen „Nationalcharakters“ oder einer spezifisch rumänischen Mentalität beschrieben wird. Wie andere derartige Konzepte gilt das Wort als unübersetzbar, lässt sich aber mit Sehnsucht, Trennungsschmerz, Nostalgie oder Melancholie annähernd umreißen. Sehr ähnlich soll sich allerdings das den Portugiesen zugeschriebene saudade anfühlen, wie etwa der rumänische Religionsphilosoph Mircea Eliade 1941 in einem Artikel ausführte.
Hiraeth ist ein walisisches Wort, für das es ebenfalls keine direkte deutsche Übersetzung gibt. Die University of Wales, Lampeter, vergleicht es mit einem Heimweh, das mit Trauer und Traurigkeit über das Verlorene oder Verstorbene verbunden ist, insbesondere im Kontext von Wales und der walisischen Kultur. Es ist eine Mischung aus Sehnsucht, Verlangen, Nostalgie, Wehmut oder einem aufrichtigen Wunsch nach dem Wales der Vergangenheit. Die kornischen und bretonischen Entsprechungen sind hireth.
Saudade ist eine spezifisch portugiesische und galicische bzw. lusophone Form der Sehnsucht. Der Begriff der Saudade lässt sich mit „Traurigkeit“, „Wehmut“, „Heimweh“, „Fernweh“ oder „sanfte Melancholie“ nur annähernd übersetzen. Das Wort steht für das nostalgische Gefühl, etwas Geliebtes verloren zu haben, und drückt oft das Unglück und das unterdrückte Wissen aus, die Sehnsucht nach dem Verlorenen niemals stillen zu können, da es wohl nicht wiederkehren wird.
Mono no aware ist ein zentrales ästhetisches Konzept der japanischen Kultur. Es beschreibt die Vergänglichkeit des Lebens und der Dinge. Es verbindet eine sanfte Melancholie mit der Wertschätzung für die flüchtige Schönheit des Moments. Der Begriff umfasst sowohl Freude als auch Trauer und betont die Akzeptanz des Unbeständigen. Mono no aware spielt im Zen-Buddhismus eine bedeutende Rolle. Es verbindet die Vergänglichkeit und die Schönheit des Lebens mit zentralen Prinzipien wie Achtsamkeit und Akzeptanz.

## Mythologie

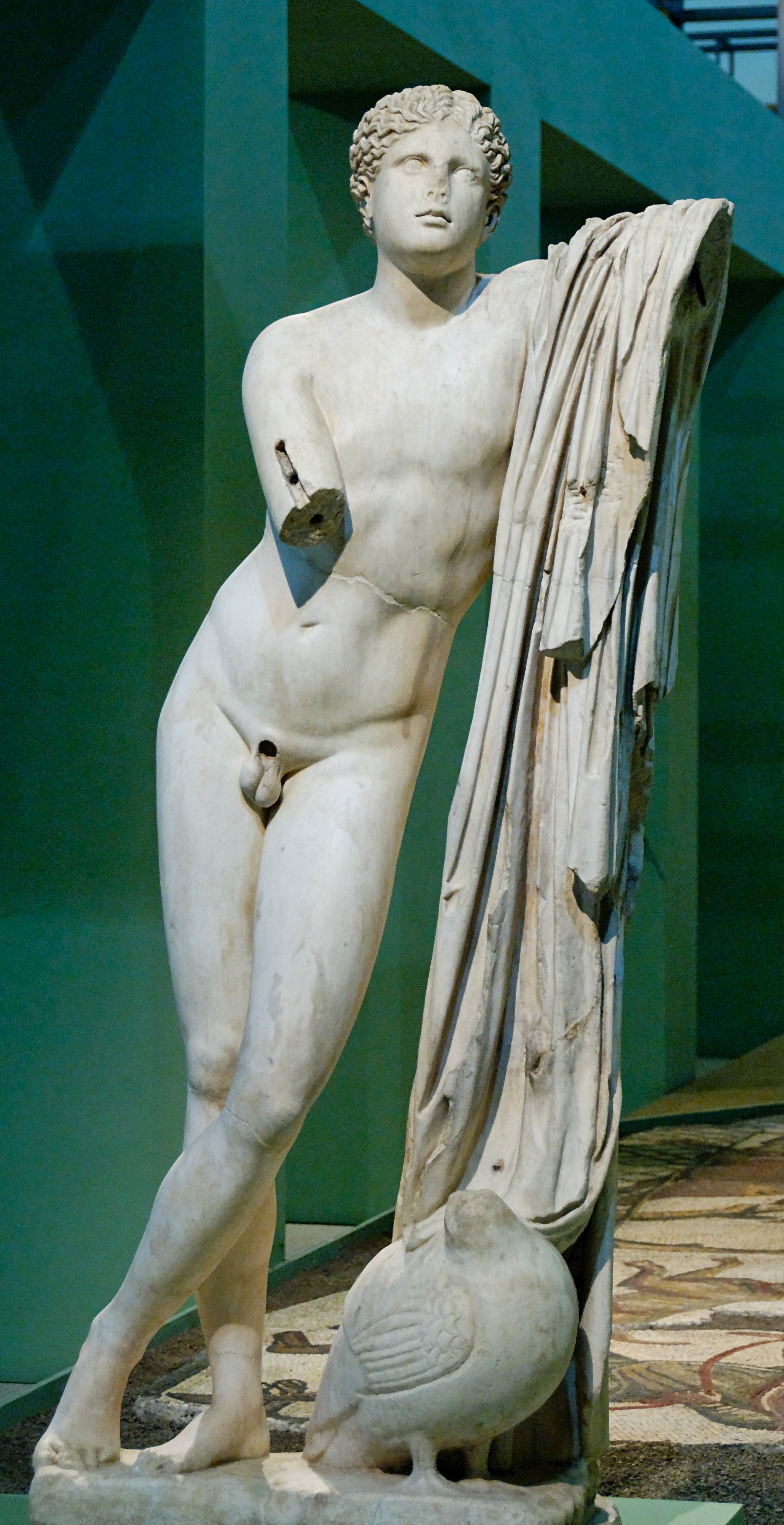
Statue des Pothos in der Centrale Montemartini, Kapitolinische Museen, Rom

### Antike griechische Mythologie

#### Pothos, Himeros und Eros
In der griechischen Mythologie wird die Sehnsucht durch die drei eng verbundenen Götter Pothos, Eros und Himeros (altgriechisch Ἵμερος Hímeros, deutsch ‚Sehnsucht‘) personifiziert. So ist Himeros der Gott der liebenden Sehnsucht, der mit Eros in Begleitung von Aphrodite zu finden ist. Während der Gott Pothos altgriechisch: Póthos (deutsch ‚Verlangen, Sehnsucht‘) die Personifikation der Sehnsucht nach einem abwesenden Objekt und insofern auch der Trauer ist. Der Philosoph Platon erläutert in seinem Dialog Kratylos das Verhältnis der drei zueinander, indem er sie als drei Zustände des Thymos, der Gemütslage eines Menschen, beschreibt und sagt, dass Pothos das Verlangen nach etwas Abwesenden sei, Eros und Himeros im Gegensatz das Verlangen nach etwas Anwesendem.
Die Beziehung des Pothos als Personifikation der Sehnsucht, der Trauer und des süßen Verlangens wird auch aus einer Pothos genannten Pflanze, die man als „Sehnsuchtsblume“ auf Gräber pflanzte, ersichtlich.

#### Platon

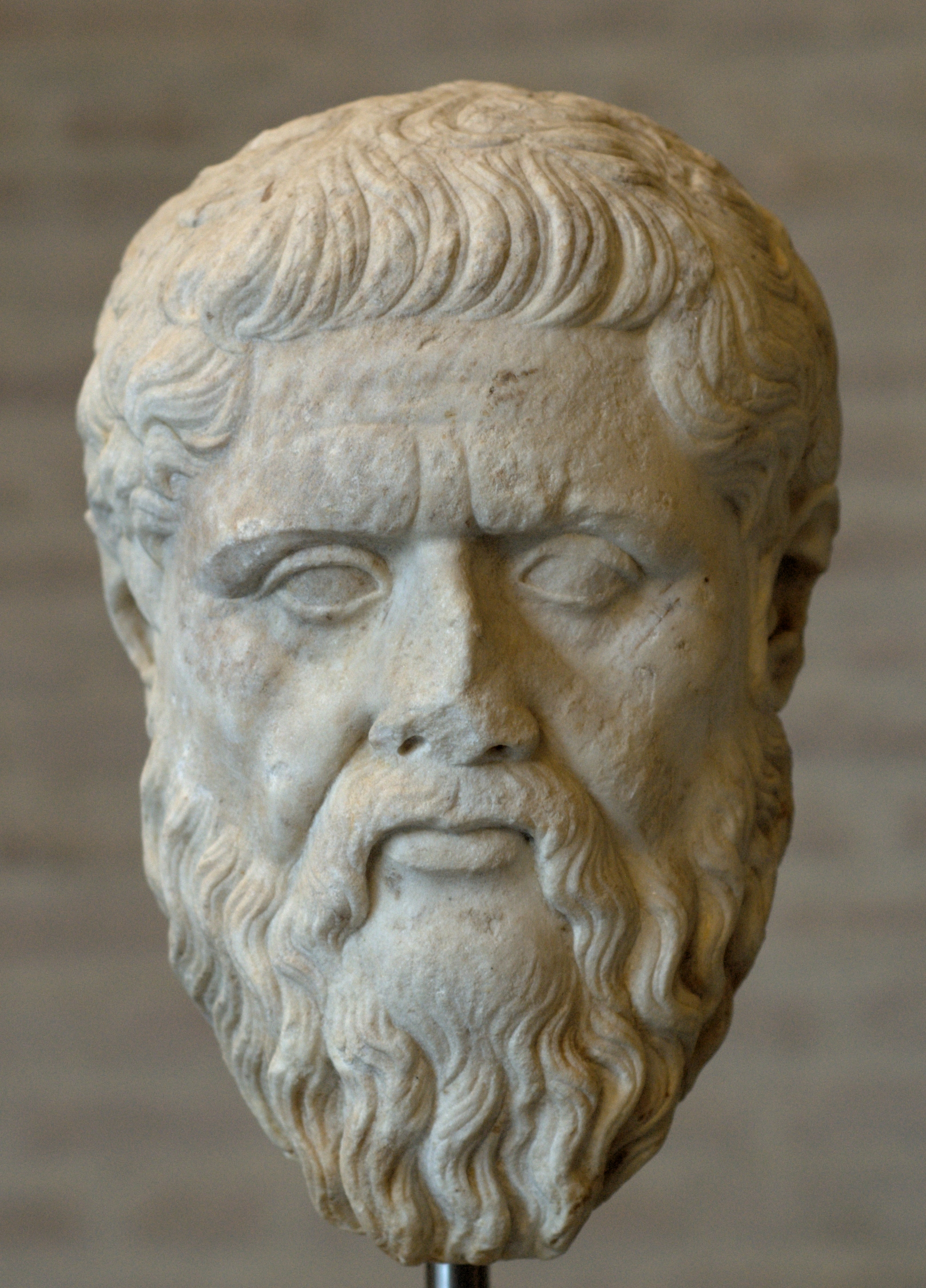
Römische Kopie eines griechischen Platonporträts [1

Eine mythische Erklärung der Sehnsucht bietet der Mythos von den Kugelmenschen, den Platon in seinem fiktiven, literarisch gestalteten Dialog Symposion (Das Gastmahl) erzählen lässt. Der Erfinder des Mythos ist Platon selbst, doch hat er alte mythische Motive verwertet. Der Kerngedanke kommt auch in außereuropäischen Mythen vor. Platons fiktiver Erzähler ist der berühmte Komödiendichter Aristophanes, der ebenso wie die anderen Teilnehmer des Gastmahls, von dem der Dialog handelt, eine Rede über den Eros hält. Dem Mythos zufolge hatten die Menschen ursprünglich kugelförmige Rümpfe sowie vier Hände und Füße und zwei Gesichter auf einem Kopf. In ihrem Übermut wollten sie den Himmel stürmen. Dafür bestrafte sie Zeus, indem er jeden von ihnen in zwei Hälften zerlegte. Diese Hälften sind die heutigen Menschen. Sie leiden unter ihrer Unvollständigkeit; jeder sucht die verlorene andere Hälfte. Die Sehnsucht nach der einstigen Ganzheit zeigt sich in Gestalt des erotischen Begehrens, das auf Vereinigung abzielt. Manche Kugelmenschen waren rein männlich, andere rein weiblich, wiederum andere – die Androgynoi – hatten eine männliche und eine weibliche Hälfte. Mit dieser unterschiedlichen Beschaffenheit der Kugelmenschen erklärt Platons Aristophanes die Unterschiede in der sexuellen Orientierung. Nur die aus Androgynoi entstandenen Menschen sind heterosexuell veranlagt.

### Neue Mythologie
Nachdem die Aufklärung und die Naturwissenschaften das Mythische schrittweise zurückgedrängt und die Welt entzaubert hatten, entwickelte sich eine rückwärtsgewandte Sehnsucht (Nostalgie) nach dem Mythos, die exemplarisch in Friedrich Schillers Gedicht Die Götter Griechenlandes anklingt. Die „neue Mythologie“, die angesichts der Entsinnlichung des Religiösen im Ältesten Systemprogramm des deutschen Idealismus postuliert wurde, findet sich auch in Friedrich Schlegels Rede über die Mythologie (1800). Sie ist synkretistisch und setzt sich aus nordischen, indischen und modernen Elementen zusammen. So stellt z. B. der Komponist Richard Wagner die von ihm verwendeten christlichen Symbolik (z. B. den Gral) den heidnischen Mythen gleichwertig an die Seite, sie sind nach seiner Auffassung, wie beim Philosophen Ludwig Feuerbach, von der Sehnsucht projizierte Urbilder der gesamten Menschheit.

## Philosophie

### Platon
In Platos Dialog Symposion erscheint Pothos als Sohn des Eros, der als Prinzip des strebenden Begehrens betrachtet wird und sich auf das richtet, was man nicht besitzt und im Dialog Phaidros ist Pothos eine Bedingung der Erkenntnis. Gegenstände werden aus der Pothos nach den ewigen Urbildern erkannt, welche die Seelen einstmals geschaut haben. Die Urbilder sind in der platonischen Ideenlehre unwandelbare, nur geistig erfassbare Ideen, die den sinnlich wahrnehmbaren Phänomenen zugrunde liegen. Platon unterscheidet im Symposion, zwischen Sehnsucht und Verlangen. Das Verlangen (Himeros) strebt nach Erfüllung bzw. auf ein in Besitz nehmen des Objektes des Verlangens. Die eigentliche Sehnsucht (Pothos) erstrebt zwar das Objekt der Sehnsucht, aber der Begriff „Sehnsucht“ ist nur in der Abwesenheit des begehrten Objektes sinnvoll.
Allerdings führte erst die jüdisch-christliche Vorstellung von der Conditio humana in ihrer Unvollkommenheit, welcher der Wunsch nach Überwindung und Perfektion innewohnt, die Sehnsucht in den Bereich philosophischer Fragestellungen.

### Immanuel Kant
Während für Immanuel Kant (1724–1804) in seiner Anthropologie die Sehnsucht nur der „leere Wunsch“ sei, „die Zeit zwischen dem Begehren und Erwerben des Begehrten vernichten zu können“, wird der Begriff im Deutschen Idealismus aufgewertet. Kant betont, dass die Sehnsucht ein universelles Gefühl ist, das die menschliche Erfahrung maßgeblich prägt. Es fungiert sowohl als Antrieb zur Erreichung von Zielen als auch als Quelle von Schmerz.

### Deutscher Idealismus
Der Deutsche Idealismus betrachtet die Sehnsucht in der Regel im religionsphilosophischen Zusammenhang. So ist sie für Friedrich Schleiermacher (1768–1834) der Ursprung aller Religion, da sie die Frage nach dem „Sinn für die Welt“ aufwerfe. Dem Menschen mit seiner religiösen Anlage eigne die Sehnsucht „nach dem Wunderbaren und Übernatürlichen“.
Fichte (1762–1814) und Schelling fassen die Sehnsucht als eine schöpferische Kraft auf. So bezeichnet Fichte sie an einer Stelle als einen „Trieb, mit dem Unvergänglichen vereinigt zu werden und zu verschmelzen“; sie sei der Grund des Daseins, das erst durch sie zum wahrhaftigen Leben komme.
Hegel (1770–1831) spricht in seiner Phänomenologie des Geistes von einem „unglücklichen Bewusstsein“: „Dieses unglückliche, in sich entzweite Bewußtsein muß also, weil dieser Widerspruch seines Wesens sich ein Bewußtsein ist, in dem einen Bewußtsein immer auch das andere haben, und so aus jedem unmittelbar, indem es zum Siege und zur Ruhe der Einheit gekommen zu sein meint, wieder daraus ausgetrieben werden.“ Er meint damit das ewige Streben nach dem „unwandelbarem Wesen“ (S. 158), dem letztlich Wahren und Gewissen. Nur im Anderen seiner selbst kommt der Geist letztlich zu sich, wird absoluter Geist. In der vom christlichen Glauben beeinflussten Kultur liegt dieses in der Sehnsucht nach dem Paradies. Diese Erkenntnis, deren Symbol die Kreuzigung Christi ist, macht dieses Bewusstsein unglücklich.

### Ludwig Feuerbach
Der deutsche Philosoph Ludwig Feuerbach (1804–1872) betrachtete Sehnsucht als eine menschliche Notwendigkeit, die oft religiöse oder metaphysische Züge annimmt. In seinem Werk „Das Wesen des Christentums“ beschreibt er Sehnsucht als ein tiefes menschliches Verlangen nach einem persönlichen Gott, das aus der Notwendigkeit des Gemüts entspringt. Feuerbach argumentiert, dass Religion und Gott letztlich Wunschbilder menschlicher Hoffnungen und Sehnsüchte sind, die das menschliche Verlangen nach Unsterblichkeit, Allmacht und Vollkommenheit verkörpern. Gemäß seiner Projektionstheorie überträgt der Mensch Sehnsüchte wie Unsterblichkeit, Allmacht und Vollkommenheit, die er selbst anstrebt, auf ein göttliches Wesen.

### Existentialismus
Im Existentialismus wird die Sehnsucht im Kontext der menschlichen Existenz, Freiheit und der Suche nach Sinn interpretiert . Existentialistische Denker betonen die grundlegende Sinnlosigkeit der Welt und die daraus resultierende Notwendigkeit für den Einzelnen, seinen eigenen Sinn und seine eigenen Werte zu schaffen. In diesem Kontext kann die Sehnsucht als ein Ausdruck des menschlichen Verlangens nach etwas Bedeutungsvollem in einer ansonsten bedeutungslosen Existenz gesehen werden.

#### Søren Kierkegaard
Søren Kierkegaard, ein wichtiger Vorläufer des Existentialismus, untersuchte die verschiedenen Formen der Verzweiflung, die aus dem Unvermögen des Menschen entstehen, sein wahres Selbst zu finden. Die Sehnsucht nach dem Selbst und nach einer authentischen Existenz kann als ein zentrales Thema in seinem Werk interpretiert werden.

#### Albert Camus
Im 1942 publizierten philosophischen Essay Der Mythos des Sisyphos beschreibt Albert Camus die absurde Situation des Menschen. Das Absurde besteht in dem Spannungsverhältnis zwischen der Sinnlosigkeit der Welt einerseits und der Sehnsucht des Menschen nach einem Sinn bzw. sinnvollem Handeln. Sinnbild für den „absurden Mensch“ ist die mythologische Gestalt des Sisyphos.

#### Heidegger und Sartre
Auch Martin Heidegger, obwohl nicht im engeren Sinne ein Existentialist, betrachtete die Sehnsucht als eine grundlegende Befindlichkeit des menschlichen Daseins, die uns auf unsere Endlichkeit und die Möglichkeit der Selbstfindung hinweist. Jean-Paul Sartre wiederum betonte die Freiheit des Individuums und die damit verbundene Verantwortung für die eigenen Entscheidungen. Die Sehnsucht nach etwas Festem oder Vorgegebenem kann in seiner Philosophie als eine Form der "mauvaise foi" (Unaufrichtigkeit) betrachtet werden, da sie die eigene Freiheit und Verantwortung ablehnt.

### Erich Fromm

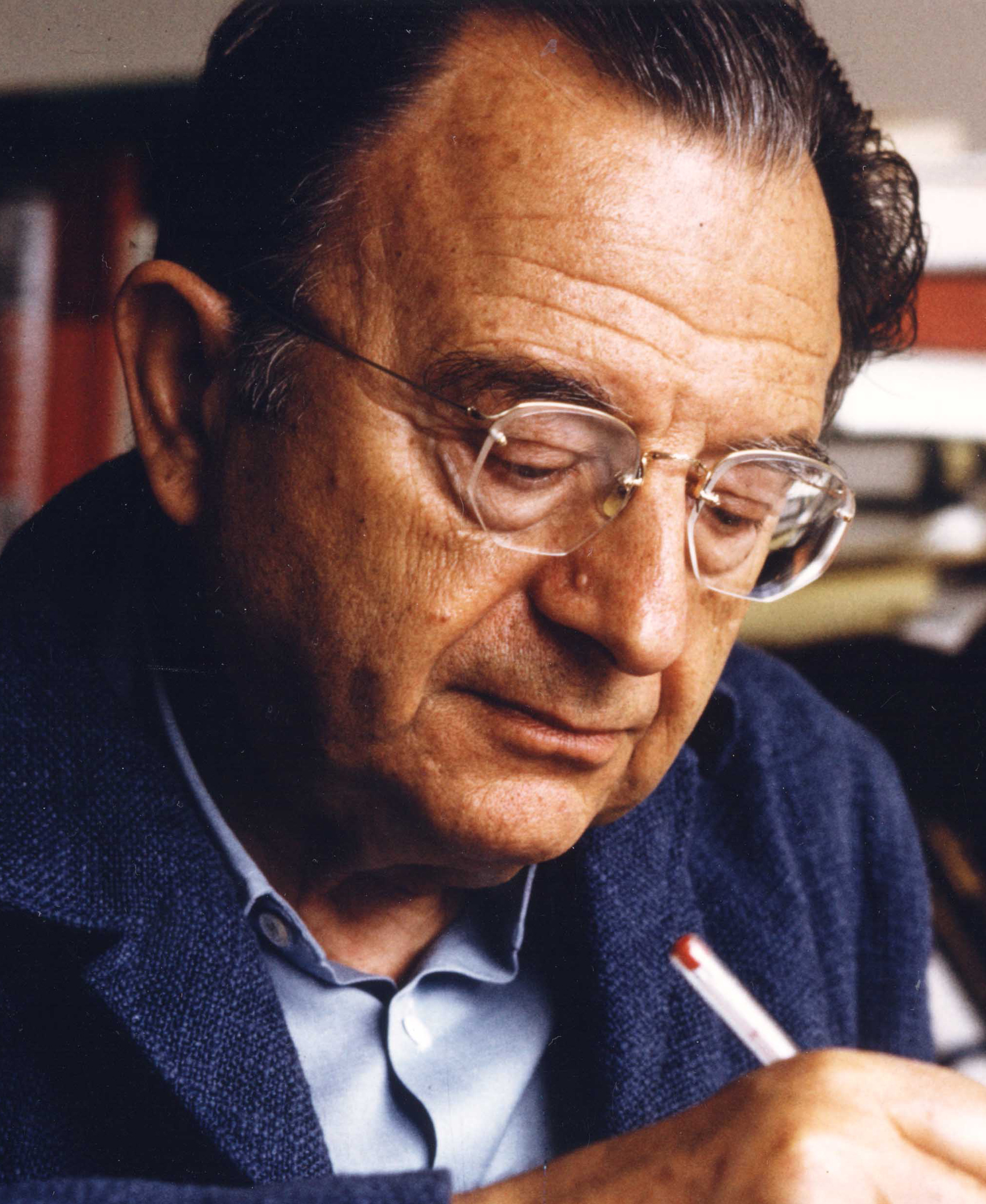
Erich Fromm (1974)

Für Erich Fromm ist Sehnsucht Ausdruck des menschlichen Bedürfnisses nach Verbindung und Überwindung von Einsamkeit – sie ist zentral für das Verständnis von Liebe, aber echte Erfüllung findet sie nur in einer reifen, aktiven Liebesfähigkeit.
Erich Fromm beschreibt in seinem Buch Die Kunst des Liebens, die Sehnsucht nach Vereinigung mit anderen Menschen als das stärkste Motiv und die grundlegendste Leidenschaft des Menschen. Diese Sehnsucht ist für ihn die Kraft, die Menschen in Familie, Gesellschaft und Menschheit zusammenhält. Fromm sieht die Ursache der Sehnsucht in der existenziellen Erfahrung von Getrenntheit und Einsamkeit. Das Bewusstsein der Trennung von anderen Menschen löst häufig Angst, Scham und Schuldgefühle aus. Die Sehnsucht nach Liebe und Einheit kann als ein Versuch betrachtet werden, die Herausforderungen der Isolation zu überwinden. Die Sehnsucht nach Einheit kann dazu führen, dass Menschen sich in oberflächlichen, zusammenfinden. Diese entstehen beispielsweise durch Konformität oder sexuelle Anziehung. Solche Vereinigungen sind jedoch nicht dauerhaft und können das Gefühl der Getrenntheit nicht auflösen. Die Sehnsucht kann nur nachhaltig gestillt werden durch Liebe, die auf Selbstliebe und gegenseitigem Erkennen basiert.

### Coen Simon
In der Philosophie des niederländischen Philosophen Coen Simon (* 1972) spielt die Sehnsucht eine zentrale Rolle. Simon betrachtet Sehnsucht als grundlegenden Bestandteil der menschlichen Existenz. Er argumentiert, dass Sehnsucht sowohl in die Vergangenheit als auch in die Zukunft gerichtet ist und dass warten auf das, was man sehnt, glücklich macht. Sehnsucht ist somit eine anthropologische Grundkonstante, die es Menschen ermöglicht, die Welt zu schätzen und Sinn zu finden.

## Theologie
Meister Eckhart begreift die Sehnsucht als einen grundlegenden Antrieb des Menschen, der das Streben nach weltlichen Dingen übersteigt. Für ihn ist die wahre Sehnsucht die Sehnsucht nach Gott, dem Einswerden mit dem Göttlichen. Es handelt sich um das Bestreben, das eigene Selbst zu transzendieren, das Andere zu suchen und letztlich selbst das Andere – also Gott – zu verkörpern.
Beim deutschen Mystiker und Philosophen Jacob Böhme (1575–1624) gewinnt die Sehnsucht eine neue Bedeutung, da für ihn das „Sehnen“ die Wirkungskraft (der Natur) „materialisch“ also zur Materie mache. Die ganze Natur beruhe auf dem Prinzip des „Sehnens“, ein ebenso dynamischer wie schöpferischer Mechanismus. Das Sehnen des Menschen nach Gott sei eine Erinnerung an seine Ursprünge. Böhme spricht vom „Sehnen der Finsternis nach dem Licht und der Kraft Gottes“, durch das die Welt aus der Dunkelheit geschaffen sei.
Der Befreiungstheologe Leonardo Boff beschreibt die Sehnsucht als eine „anthropologische Grundausstattung“ des Menschen, die darauf abzielt, die Begrenzungen der menschlichen Existenz zu überwinden und nach Fülle und Ganzheit zu streben. In seinem Buch "Sehnsucht nach dem Unendlichen" betont er, dass diese Sehnsucht nicht auf ein Jenseits gerichtet ist, sondern vielmehr ein „Prinzip Hoffnung“ für das Diesseits darstellt. Sie ermächtigt den Menschen, sich auf eine bessere Zukunft zu konzentrieren und die Beschränkungen der Gegenwart zu überwinden.Boff verbindet diese Sehnsucht mit einer Spiritualität, die auf Erfahrung und Transzendenz fußt.

## Romantik

Sehnsucht als die Projektion von Idealbildern. Das jeweils Fremde wird in der Traumwelt zur Heimat. Verkaufsstand mit Postern auf einer Straße in der syrischen Hauptstadt Damaskus

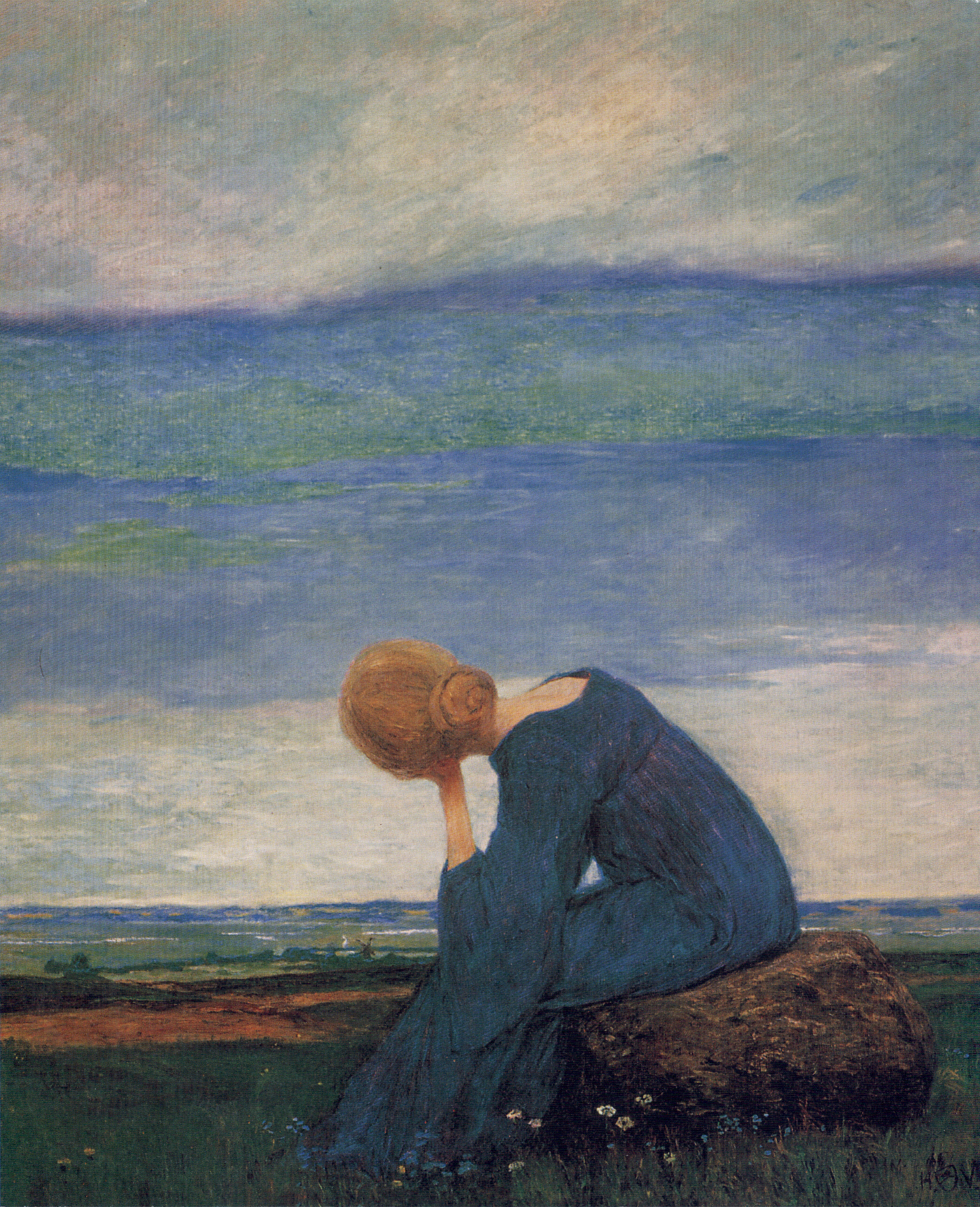
Heinrich Vogeler (1872–1942) Sehnsucht (Träumerei) ca. 1900

Die blaue Blume ist ein zentrales Symbol der Romantik. Sie steht für Sehnsucht und Liebe und für das metaphysische Streben nach dem Unendlichen. Die blaue Blume wurde später auch ein Sinnbild der Sehnsucht nach der Ferne und ein Symbol der Wanderschaft. Die Sehnsucht – etwa in den Motiven der Unendlichkeit und des Fernwehs – spielt in der Epoche der Romantik eine große Rolle.
Neben Literatur und Philosophie gilt dies auch für die Musik, etwa von Frédéric Chopin und Robert Schumann. So ist auch das Werk Richard Wagners ohne die unendliche Melodie und das Sehnsuchtsmotiv in Tristan und Isolde kaum denkbar. Neben anderen Emotionen kann Sehnsucht in der Musik als ein Grundgefühl des Ausdrucks verstanden werden. Das Motiv der Sehnsucht wird auch in der Malerei – beispielsweise von Caspar David Friedrich – ausgedrückt. Damit im Zusammenhang stehen das Wander- und Reisemotiv sowie die Motive des Fernwehs – zum Beispiel auch bei Charles Dickens.
Die Romantiker erblickten in der Unbestimmtheit der Sehnsucht eine metaphysische Entsprechung der eigenen poetischen Arbeit, die eher Suche als Finden, Streben als Erfüllung war.
Einige Schriftsteller und Philosophen beziehen sich in ihrem Werk auf das metaphysische Konzept Jakob Böhmes und deuten es platonisch weiter. So sucht Friedrich Schlegel (1772–1829) das endliche Bewusstsein aus dem Unendlichen abzuleiten und betrachtet dieses in seiner höchsten Form als „reines Streben“, das auch Erinnerung einschließe. Durch Sehnsucht und Erinnerung hebe die Seele sich zum „Göttlichen empor“. Alles geistig Schöne und Große gehe aus Sehnsucht hervor, selbst die Philosophie könne als Lehre oder Wissenschaft der Sehnsucht aufgefasst werden.
Sein Bruder, August Wilhelm Schlegel (1767–1845), arbeitete in den Vorlesungen über dramatische Kunst und Literatur, die als zentrales Werk der Romantik gelten, den Unterschied zwischen dem „Klassischen“ und „Romantischen“ antithetisch heraus: „die Poesie der Alten war die des Besitzes, die unsrige ist die der Sehnsucht; jene steht fest auf dem Boden der Gegenwart, diese wiegt sich zwischen Erinnerung und Ahndung.“
Novalis zufolge führt Reflexion zwangsläufig dazu, dass das Unendliche in das Endliche umgewandelt wird. Dies bedeutet, dass die Sehnsucht niemals gestillt werden kann. In den Werken Novalis’ ist das romantische Element ebenfalls ein wiederkehrendes Motiv. Die sogenannte blaue Blume Heinrich von Ofterdingens wird oft als Symbol der Romantik betrachtet. Sie steht für ein unerreichbares Ziel, das im Hier und Jetzt unbefriedigt ist. Der Mensch sehnt sich nach dem Anderen, das er nicht kennt und dessen Gefahren er nicht abschätzen kann. In den Hymnen an die Nacht wird die Sehnsucht als zentrales Thema behandelt. Diese Sehnsucht ist eng mit dem Tod und der Nacht verbunden, die als Übergang zu einem ewigen Leben gesehen werden.
In einem Aufsatz über Beethovens Instrumentalmusik bezeichnet E.T.A. Hoffmann die unendliche Sehnsucht als das Wesen der Romantik und beschreibt Beethoven als „rein romantischen“ Komponisten, da seine Musik – im Gegensatz etwa zu der Mozarts – die Hebel der Furcht, des Schauers und des Entsetzens bewege.
Die Sehnsucht ist ein zentrales Motiv im Schaffen des spätromantischen Dichters Joseph von Eichendorff. In vielen seiner Gedichte und Prosawerke wird die Sehnsucht beschworen. Für Eichendorff ist der Mensch ein Homo viator, ein Reisender unterwegs durch die Welt zum ewigen Zuhause.
Selbst Goethe, welcher der Romantik kritisch gegenüberstand, erwähnt die Sehnsucht immer wieder. Sie dürfe, etwa als poetischer Grund des Mignon-Liedes („Kennst du das Land, wo die Zitronen blühn …“) oder des Gedichts Selige Sehnsucht aus dem West-Östlichen Divan nur auf ein „Unerreichbares gerichtet sein“. Friedrich Schiller verfasste 1801 ein Gedicht mit dem Titel Sehnsucht.

## Psychologie

### Forschung
Psychologen haben versucht, das Wesen der Sehnsucht zu erfassen, indem sie ihre sechs Hauptmerkmale identifiziert haben:
- utopische Vorstellungen von einer idealen Entwicklung;
- Gefühl der Unvollständigkeit und Unvollkommenheit des Lebens;
- Dreizeitigkeitsfokus: Sehnsucht zielt sowohl auf Vergangenheit, Gegenwart und Zukunft;
- Bittersüße Gefühle: Die Sehnsuchtsgefühle sind ambivalent, während unser Sehnen nach einem perfekten Leben süß ist, ist das Wissen, dass es unerreichbar ist, bitter;
- Reflexion und Lebensbewertung: Die Sehnsucht hilft uns unser Leben zu bewerten und zu prüfen, ob unsere Lebensziele noch mit unseren tiefen Bedürfnissen übereinstimmen.
- symbolischer Reichtum: Meist werden Sehnsüchte durch oberflächigere Symbole verdeckt. Beispielsweise sehnen wir uns nach einem schnellen Auto, der symbolisch für Unabhängigkeit, Freiheit und Unbeschwertheit steht.

In einer kulturübergreifenden Studie, mit der festgestellt werden sollte, ob das deutsche Konzept der Sehnsucht auf die Vereinigten Staaten verallgemeinert werden kann, bewerteten vier Proben amerikanischer und deutscher Teilnehmer „ihre zwei wichtigsten Lebenssehnsüchte und führten Messungen des subjektiven Wohlbefindens und der Gesundheit durch“ Deutsche und amerikanische Teilnehmer unterschieden sich nicht in ihrer Fähigkeit, Lebenssehnsüchte oder die Intensität ihrer Sehnsucht zu identifizieren. Allerdings assoziierten die deutschen Teilnehmer sie eher mit unerreichbaren, utopischen Zuständen, während die Amerikaner das Konzept als weniger wichtig für das tägliche Leben bezeichneten.
Einige Forscher gehen davon aus, dass Sehnsucht eine Entwicklungsfunktion hat, die das Lebensmanagement betrifft. Durch die Vorstellung von übergreifenden und möglicherweise unerreichbaren Zielen kann der Einzelne seinem Leben eine Richtung geben, indem er konkretere Ziele oder „Trittsteine“ entwickelt, die ihm auf dem Weg zu seinem idealen Selbst helfen. „Sehnsucht hat wichtige Entwicklungsfunktionen, unter anderem gibt sie der Lebensplanung eine Richtung und hilft, mit Verlusten und wichtigen, aber unerreichbaren Wünschen umzugehen, indem man sie in der Fantasie verfolgt“.
In einer Studie, die herauszufinden versuchte, ob Sehnsucht eine aktive Rolle bei der Beeinflussung der eigenen Entwicklung spielt, baten Psychologen 81 Teilnehmer, „ihre wichtigsten persönlichen Ziele und Lebenssehnsüchte anzugeben und diese im Hinblick auf ihre kognitiven, emotionalen und handlungsbezogenen Merkmale zu bewerten“. Die Ergebnisse zeigten, dass Ziele als enger mit den alltäglichen Handlungen verbunden und somit kontrollierbarer wahrgenommen wurden. Sehnsucht hingegen wurde als eher vergangenheits- und zukunftsbezogen und damit als emotional und entwicklungsbezogen mehrdeutig beschrieben.

### Erklärung nach Freud
In seiner Abhandlung Jenseits des Lustprinzips (1920) beschreibt Sigmund Freud, dass die Triebe eher konservativer Natur sind. Das bedeutet, dass sie den bestehenden Zustand nicht nur erhalten wollen, sondern auch tendenziell zur Rückkehr in einen früheren Zustand führen: „Ein Trieb wäre also ein dem belebten Organischen innewohnender Drang zu Wiederherstellung eines früheren Zustandes …“. In Das Unbewußte (1915) erklärt Freud den Zusammenhang zwischen Trieb und Affekten, wie Gefühle und Empfindungen. Die Triebe sind, seiner Meinung nach, nie „Objekte des Bewußtseins“, sondern sie können nur in der Vorstellung bestehen. Sie treten aber durch Affekte zum Vorschein.
Betrachtet man das Verhältnis von Trieben und Gefühlen, so drängt sich der Gedanke auf, dass nicht nur die Triebe als konservativ gelten, sondern auch die aus ihnen resultierenden Gefühle einen eher bewahrenden Charakter haben. Deutlich wird dies beim Gefühl der Sehnsucht, das häufig auf das Erlebte, die Vergangenheit gerichtet ist. Die Betroffenen empfinden den Zustand, in dem sie sich gerade befinden, als schwieriger als den Zustand, nach dem sie sich sehnen.

### Todessehnsucht

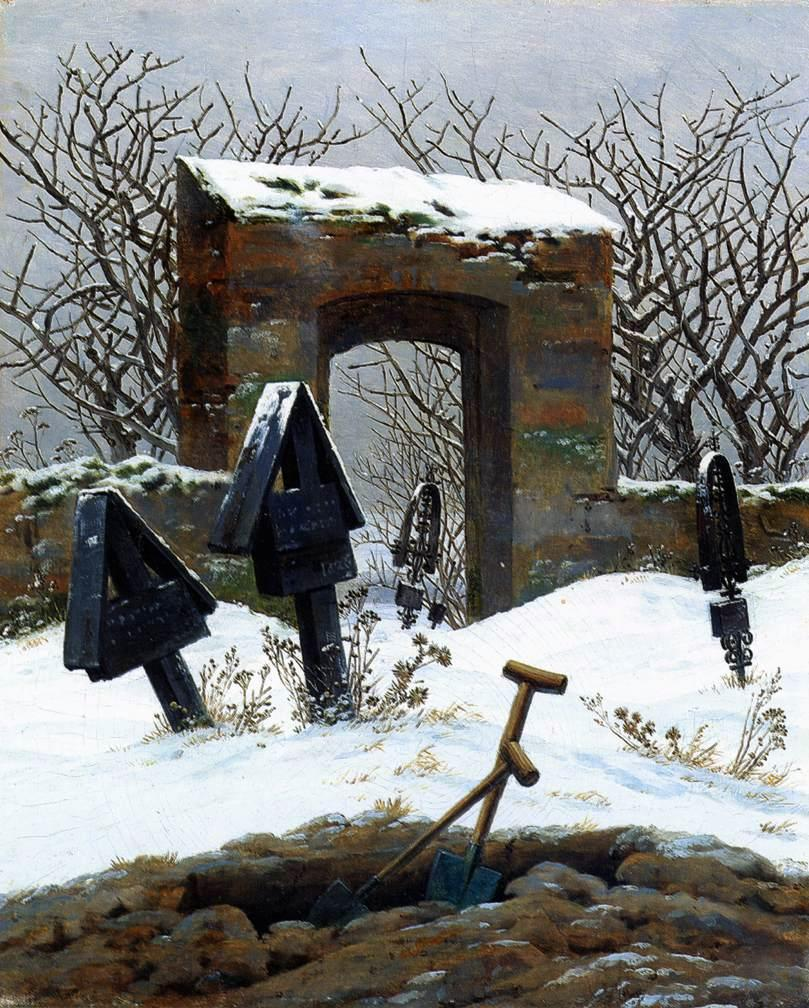
Caspar David Friedrich: Friedhof im Schnee, 1826, mit offenem Grab als Ausdruck der Todessehnsucht

Diese Sehnsucht hat unterschiedliche Ursachen, wie Unzufriedenheit mit der gegenwärtigen persönlichen oder politischen Situation, der Welt als solcher (Weltschmerz) oder den Wunsch, einem geliebten Menschen nachzufolgen. Manche Menschen, die keinen Sinn mehr in ihrem Dasein sehen, sehnen sich nach dem Tod und/oder betrachten ihn als Erlösung. In tiefenpsychologischer Betrachtung wird die Todessehnsucht auch zurückgeführt auf den paradiesischen Zustand, den die Zeit im Mutterleib darstellte, wo Einssein und Geborgenheit herrschten.
Bei manchen religiös empfindenden Menschen ist die Todessehnsucht mit der Sehnsucht nach Gott und dem Paradies verknüpft oder einer Rückkehr in die Ureinheit einer Präexistenz vor der irdischen Selbstwerdung (siehe auch Mystik, Christliche Mystik). In ihrer Rezeption ist das Bezeichnen des Todes als Heimgang kein Euphemismus.

### Verschmelzungssehnsucht
In seinen psychoanalytischen Überlegungen zur Religion deutet der Psychoanalytiker Tilmann Moser die Jugenderinnerungen des Kirchenvaters Augustinus, die er in den „Bekenntnissen“ schildert, als Ausdruck eines neurotischen Schuldgefühls und einer damit zusammenhängenden Verschmelzungssehnsucht mit Gott, die bis heute bei unzähligen Gläubigen belastend fortwirkten.

## Kunst und Literatur

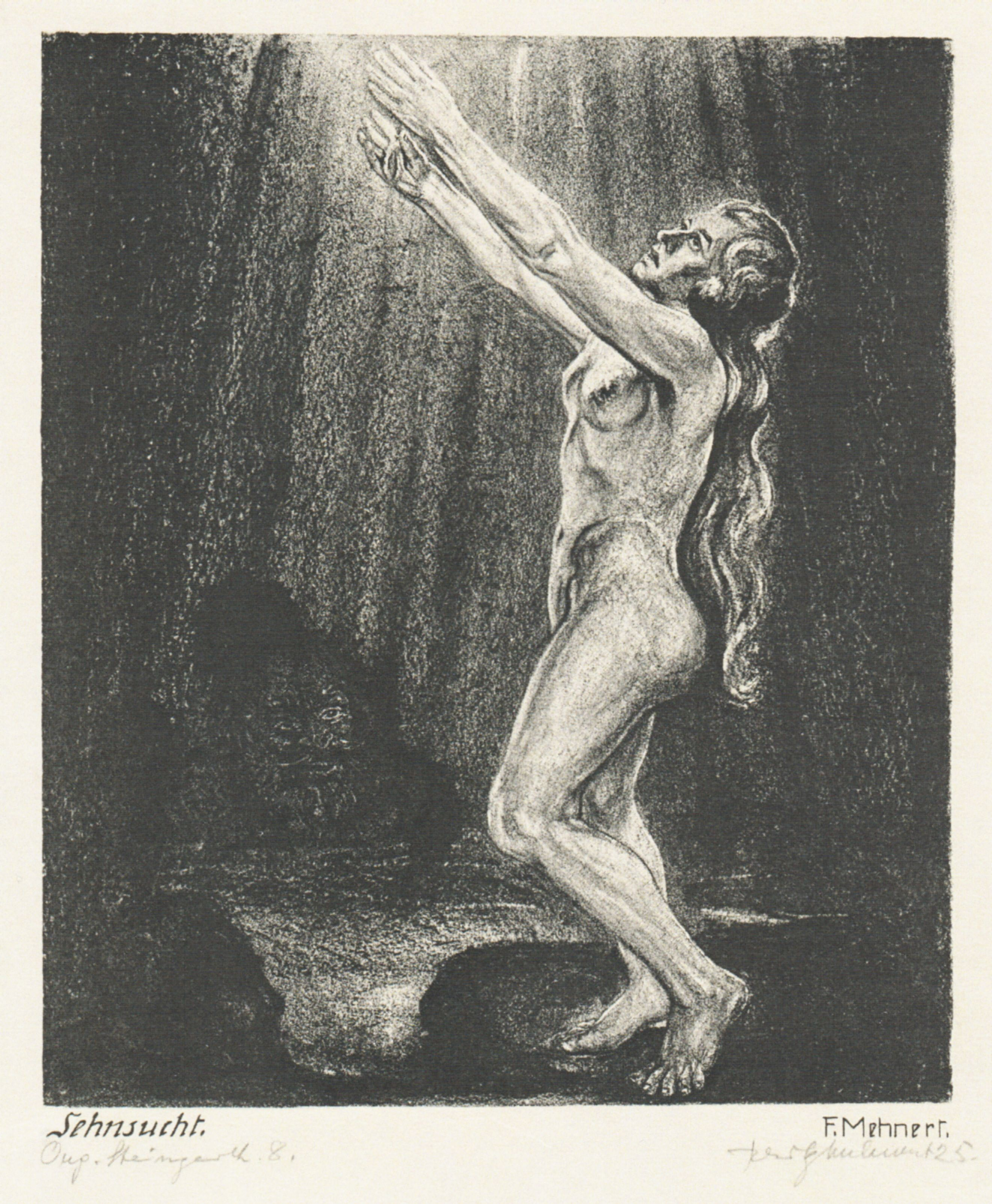
Sehnsucht, Lithografie (1925) von dem deutschen Maler und Grafiker Fritz Mehnert (1891–1932)

Bereits in Hartmann von Aues Verserzählung Der arme Heinrich zeigt die weibliche Hauptfigur eine Sehnsucht nach dem Jenseits, aufgrund der sie willig ihren Opfertod in Kauf nehmen will. In William Shakespeares Dramen spielt Todessehnsucht eine entscheidende Rolle, etwa in Romeo und Julia oder in Hamlet. Die bekanntesten Monologe Hamlets („O schmölze doch dies allzu feste Fleisch“, „Sein oder Nichtsein, das ist hier die Frage“) befassen sich intensiv mit dem Thema.
In der Kunst und Dichtung des Barocks hatte die Todessehnsucht eine wichtige Position. Dies offenbart sich etwa im Vanitas-Motiv in den bildenden Künsten und besonders in Werken der religiösen Lyrik, die die Vergänglichkeit der irdischen Welt betonen und das sehnsüchtige Verlangen nach Gott und der Erlösung zum Ausdruck bringen. Paul Gerhardt, Andreas Gryphius und Johann Franck sind wichtige Vertreter dieser Dichtung.
Eine Form der Todessehnsucht, die im Suizid mündet, wird in Goethes 7Die Leiden des jungen Werthers und in anderen Werken geschildert. Das Gedicht Selige Sehnsucht schuf Goethe 1814.
In der Romantik wird das Motiv wieder zentral. In seinen Hymnen an die Nacht oder den geistlichen Liedern verband Novalis (1772–1801) die christliche Erlösungssehnsucht mit philosophischen und religiösen Idealen der Frühromantik. Joseph von Eichendorff (1788–1857) knüpfte die Todessehnsucht ebenfalls an Erlösungshoffnungen, während Nikolaus Lenau (1802–1850) in seinen Gedichten und seinem Versepos Faust eher den Aspekt des Beenden-Wollens thematisierte. Ein zu Todessehnsucht führender Weltschmerz äußert sich in den Gedichtzyklen des Dichters Wilhelm Müller (1794–1827), besonders der Winterreise.
In der englischen Romantik findet sich Todessehnsucht unter anderem in Lord Byrons Gedicht Manfred (1817). Auch romantische Maler haben das Thema verarbeitet, etwa Caspar David Friedrich mit seinen Grabes- und Friedhofdarstellungen. Die Todessehnsucht führte im Falle von einigen Romantikern zum Suizid, z. B. bei Karoline von Günderrode (1780–1806) und Friedrich Theodor Fröhlich (1803–1836), oder zu einer verklärten Sicht auf den Tod, wie beim jung verstorbenen Novalis, der seiner verblichenen Geliebten Sophie von Kühn (1782–1797) „entgegensterben“ wollte.

### Musik
Das Lied Komm lieber Mai und mache wurde von Wolfgang Amadeus Mozart komponiert und zählt zu seinen bekanntesten Melodien. Er nannte es „Sehnsucht nach dem Frühlinge“. Christian Adolph Overbeck schrieb 1781 den Text, heute ist es ein bekanntes Volkslied.
Capri-Fischer ist ein deutscher Schlager, der in der Aufnahme von Rudi Schuricke Ende der 1940er Jahre ein Welterfolg wurde.
Das Lied stand exemplarisch für die deutsche Italiensehnsucht, die in der Zeit des Zweiten Weltkriegs in zahlreichen romantischen Schlagern ihren Ausdruck fand und in der Wirtschaftswunder-Ära eine zweite Blüte erlebte.
Sehnsucht des deutschen Popsängers und Songschreibers Purple Schulz wurde als erfolgreichste deutschsprachige Single des Jahres 1985 mit der Goldenen Europa ausgezeichnet.
Sehnsucht erscheint im Titel von zwei Liedern der Einstürzenden Neubauten, Sehnsucht (1981) aus Kollaps und Sehnsucht – Zitternd (1985) aus dem dritten Studioalbum Halber Mensch.
Sehnsucht (1997) ist der Titel des zweiten Albums und der Titelsong dieses Albums der deutschen Metal-Band Rammstein.
Das Lied Ich bin die Sehnsucht in dir der deutschen Punkrock-Band Die Toten Hosen wurde 2004 veröffentlicht. Es thematisiert die komplexe Beziehung zwischen Sehnsucht und dem Menschen, der diese Sehnsucht in sich trägt. Der Song beschreibt die symbiotische und manchmal destruktive Natur dieser Beziehung, in der die Sehnsucht sowohl Hoffnung als auch Verzweiflung hervorrufen kann.
Sehnsucht (2009) ist ebenfalls der Titel eines Albums der deutsch-schweizerischen Gothic-Metal-Band Lacrimosa.

### Film
Sehnsucht ist ein deutsches Filmdrama von 1921.
Die Geliebte von Iwan wird nach Sibirien deportiert. Er verbringt den Rest seines Lebens damit, in Sehnsucht nach Marja, die er nie geküsst hat, zu vergehen. Als er eines Tages die Nachricht von Marjas Tod erhält, begeht er Suizid.
Sehnsucht der Frauen ist ein Kinofilm von Ingmar Bergman aus dem Jahre 1952.

„In vier Episoden, am Fall vier verheirateter Frauen und eines jungen Mädchens, das noch an die grenzenlose Liebe glaubt, belegt Bergman seine (trotz allem nach Hoffnung trachtende) resignierende Einsicht, daß jede Sehnsucht in Entsagung mündet, daß dem frühen Verlangen nach Glück die spätere Bescheidung mit dem Kompromiß folgt. […]“
Im Film Sehnsucht (1954) von Luchino Visconti steht die Sehnsucht für die intensive, leidenschaftliche und letztlich tragische Verliebtheit der Contessa Livia Serpieri in den Offizier Franz Mahler. Diese leidenschaftliche Liebe führt dazu, dass Livia ihre politischen Ziele und familiären Verpflichtungen vernachlässigt, um ihrem Geliebten zu helfen, obwohl sie enttäuscht wird, als sie erkennt, dass Franz sie nur ausnutzt.
Eine kritische Auseinandersetzung mit den Wünschen und Sehnsüchten von deutsch-koreanischen Siedlern des Dorfes Dogil Maeul anhand einiger Einzelschicksale bietet der deutsche Dokumentarfilm Endstation der Sehnsüchte der südkoreanischen Regisseurin Cho Sung-hyung. Der Film wurde u. a. 2009 auf der Berlinale vorgestellt und veranschaulicht, dass für die Bewohner der Begriff „Heimat“ eine sehnsuchtsbeladene Projektion bleibt.
Im Jahr 2011 verarbeitete der Filmregisseur Badran Roy Badran das Konzept der Sehnsucht in seinem Spielfilm A Play Entitled Sehnsucht.
Die andere Heimat – Chronik einer Sehnsucht ist ein Kinofilm von Edgar Reitz aus dem Jahr 2013, in dem es um die deutsche Auswanderung, die Sehnsucht nach Ferne und Wehmut gegenüber dem Vergänglichen, geht. Der Film thematisiert die Massenauswanderung deutscher Bauern und Handwerker in die Neue Welt, getrieben von Armut und politischer Unterdrückung.

„Die andere Heimat‘ entfacht im Kopf des Zuschauers einen Sturm der Sehnsucht nach Ferne und Wehmut dem Vergänglichen gegenüber, wie es ihn selten zuvor im Kino gab.“